# Soyouz TMA-13M
Soyouz TMA-13M est une mission spatiale dont le lancement a été effectué le mercredi 28 mai 2014 depuis le cosmodrome de Baïkonour. Elle a transporté trois membres de l'Expédition 40 vers la station spatiale internationale (ISS).

## Équipage
- Commandant : Maxime Souraïev  (2),  Russie
- Ingénieur de vol 1 : Gregory Reid Wiseman (1),  États-Unis
- Ingénieur de vol 2 : Alexander Gerst (1),  Allemagne

## Substituts
- Anton Chkaplerov (2e vol spatial) - commandant d’équipage;
- Samantha Cristoforetti (1) - ingénieur de vol;
- Terry Virts (2) - Ingénieur de vol.

Le chiffre entre parenthèses indique le nombre de vols spatiaux effectués par l'astronaute, Soyouz TMA-13M inclus.